# アースショット賞
アースショット賞（英語: The Earthshot Prize）は、環境保護への貢献に対して、毎年5人の受賞者に英国王立財団から授与される賞である。ケンブリッジ公爵ウィリアム王子、デイヴィッド・アッテンボローによって2020年に発足した。2021年に最初に授与され、2030年まで毎年実行される予定である。各受賞者は環境活動を継続するために100万ポンドの賞金を受け取る。5つの賞の分野は、国連の持続可能な開発目標に触発され「自然の回復と保護」「空気の浄化」「海洋の回復」「無駄のない生活」「気候変動」である。受賞者はウィリアム王子とアッテンボローを含むアースショット賞評議会によって選ばれる。

## 賞の背景と設立
アースショット賞は、その楽観主義と緊急性を利用して、世界で最も大きな環境問題のいくつかに対する解決策を見つけることを目的としています。 この10年は、環境にとって最も重要な10年の1つであると信じています[..]希望があり、楽観的である必要があります。 これらは環境にとって重大な時期です。 しかし、私は人間の創意工夫を信じており、若い世代が今のように発言していることを信じています。彼らはこの希望の欠如を支持しないでしょう。—The Guardian
2019年12月31日、ウィリアム王子は、2年間の開発の後、2021年から2030年の間に地球の環境問題に影響力のある持続可能な解決策を提供した5人の個人または組織に与えられるアースショット賞を発表した。ウィリアム王子は、地球が「転換点」（ティッピングポイント）にあるので賞を設立する責任を感じたと述べ、祖父エディンバラ公爵フィリップ、父チャールズ3世（当時皇太子）、放送局のデイヴィッド・アッテンボローの作品を刺激的な影響として引用した。この賞の名前は、米国大統領ジョン・F・ケネディのムーンショットにちなんで付けられた。
ウィリアムとアッテンボローは2020年10月にプロジェクトを正式に開始した 。今後10年間で5000万ポンドの賞金予算がある。打ち上げを記念して、ウィリアムは気候変動について議論するTED Talkを行い、世界の指導者たちに行動を起こすよう促した。ウィリアム王子とアッテンボローはどちらもITVのドキュメンタリー「A Planet For Us All」（2020年）に出演し、環境への取り組みの重要性を詳しく説明し、新しい賞について話し合った。

## 分野
次の5つのカテゴリのそれぞれの受賞者には、2021年から2030年の間に毎年100万ポンドの賞金が授与される。
- 自然を保護し回復する
- 大切な空気を浄化する
- 海をよみがえらせる
- ゴミの出ない世界を作る
- 気候変動を修復する

## アースショット賞評議会
アースショット賞評議会は、様々に異なる分野で影響力のある有識者で構成されるグローバルチーム
|  | ウィリアム王子                     |
|  | クリスティアナ・フィゲレス         |
|  | デイヴィッド・アッテンボロー       |
|  | ジャック・マー                     |
|  | ヒンドゥー・オウマロウ・イブラヒム |
|  | 山崎直子                           |
|  | ンゴジ・オコンジョ・イウェアラ     |

## 受賞者と最終候補者
| 賞                     | 受賞者                        | 最終候補者                       | 最終候補者                         |
| ---------------------- | ----------------------------- | -------------------------------- | ---------------------------------- |
| 自然を保護し回復する   | コスタリカ                    | ポレポレ基金（ コンゴ共和国）    | Restor（ スイス）                  |
| 大切な空気を浄化する   | Takachar（ インド）           | Blue Map（ 中国）                | Vinisha Umashankar（ インド）      |
| 海をよみがえらせる     | Coral Vita（ バハマ）         | Pristine Seas（ アメリカ合衆国） | Living Seawalls（ オーストラリア） |
| ゴミの出ない世界を作る | ミラノ市（ イタリア）         | Sanergy（ ケニア）               | WOTA BOX（ 日本）                  |
| 気候変動を修復する     | AEM Electrolyser（ タイほか） | Reeddi Capsule（ ナイジェリア）  | SOLbazaar（ バングラデシュ）       |

| 賞                     | 受賞者                                                        | 最終候補者                                  | 最終候補者                                       |
| ---------------------- | ------------------------------------------------------------- | ------------------------------------------- | ------------------------------------------------ |
| 自然を保護し回復する   | Kheyti（ケーティ）( インド)                                   | Desert Agricultural Transformation（ 中国） | Hutan（ マレーシア）                             |
| 大切な空気を浄化する   | Mukuru Clean Stoves（ ケニア）                                | Roam（ ケニア）                             | Ampd Enertainer（ 香港 中国）                    |
| 海をよみがえらせる     | Indigenous Women of the Great Barrier Reef（ オーストラリア） | SeaForester（ ポルトガル）                  | The Great Bubble Barrier（ オランダ）            |
| ゴミの出ない世界を作る | Notpla（ イギリス）                                           | Fleather（ インド）                         | City of Amsterdam, Circular Economy（ オランダ） |
| 気候変動を修復する     | 44.01（ オマーン）                                            | Low Carbon Materials（ イギリス）           | LanzaTech（ アメリカ合衆国）                     |